# Diga di Z'Mutt
La diga di Z'Mutt è una diga ad arco situata in Svizzera, nel Canton Vallese nel comune di Zermatt, ai piedi del Cervino.

## Descrizione
Inaugurata nel 1964, ha un'altezza di 74 metri, e il coronamento è lungo 144 metri. Il volume della diga è di 32.000 metri cubi.
Il lago creato dallo sbarramento, ha un volume massimo di 0,85 milioni di metri cubi, una lunghezza di 600 m e un'altitudine massima di 1970 m s.l.m. Lo sfioratore ha una capacità di 150 metri cubi al secondo.
Le acque del lago vengono sfruttate dall'azienda Grande Dixence SA di Sion, che gestisce l'impianto della Grande Dixence.